# Minibiotus stuckenbergi
Minibiotus stuckenbergi är en djurart som tillhör fylumet trögkrypare, och som först beskrevs av Dastych, Ryan och Watkins 1990.  Minibiotus stuckenbergi ingår i släktet Minibiotus och familjen Macrobiotidae. Inga underarter finns listade i Catalogue of Life.